# Kristina Repelewska
Kristina Repelewska z domu Swatko (ur. 7 stycznia 1981 w Mińsku) – piłkarka ręczna, reprezentantka Białorusi i Polski, prawa rozgrywająca.
W latach 1999–2001 występowała w białoruskim Arkatronie Mińsk. 10 stycznia 2002 została zawodniczką KSS-u Kielce. W polskiej ekstraklasie zadebiutowała dwa dni później w wygranym meczu z Ruchem Chorzów (24:23), w którym zdobyła osiem goli. W sezonie 2003/2004 była jedną z najlepszych strzelczyń kieleckiego zespołu – w 28 spotkaniach rzuciła 144 bramki. Następnie grała w SPR Lublin, z którym w sezonie 2004/2005 zdobyła mistrzostwo Polski. W latach 2005–2006 grała w AZS-ie Politechnice Koszalińskiej, zaś w latach 2006–2008 – w Piotrcovii Piotrków Trybunalski. W sezonie 2007/2008, w którym rzuciła 188 goli, zajęła 4. miejsce w klasyfikacji najlepszych strzelczyń Ekstraklasy. W latach 2008–2017 ponownie reprezentowała barwy MKS-u Lublin, z którym zdobyła sześć mistrzostw Polski oraz dwa puchary kraju. W sezonach 2014/2015 i 2015/2016 rzuciła dla MKS-u 18 bramek w Lidze Mistrzyń. W styczniu 2017 rozwiązała swój kontrakt z klubem z Lublina i przeszła do Korony Handball. W sezonie 2016/2017, w którym zdobyła 49 goli w 10 meczach, awansowała z kielecką drużyną do Superligi. W lipcu 2017 powróciła do MKS-u Lublin.
Po sezonie 2017/2018 zakończyła sportową karierę.
Wraz z reprezentacją Białorusi dwukrotnie uczestniczyła w mistrzostwach Europy. W 2002, podczas turnieju rozegranego w Danii, wystąpiła w trzech meczach, zdobywając jedną bramkę. W 2004, kiedy mistrzostwa odbyły się na Węgrzech, również zagrała w trzech spotkaniach, w których rzuciła pięć goli.
We wrześniu 2010 otrzymała polskie obywatelstwo. W reprezentacji Polski zadebiutowała 27 maja 2012 w spotkaniu z Niemcami (22:27), w którym zdobyła jedną bramkę. W 2015, podczas mistrzostw świata w Danii, zastąpiła w kadrze kontuzjowaną Małgorzatę Stasiak. Wystąpiła w ostatnim meczu grupowym z Holandią (20:31), po którym została zastąpiona przez wracającą po urazie Stasiak. Spotkanie mistrzostw świata było jej ostatnim występem w polskiej reprezentacji.
Podjęła pracę w Wyższej Szkole Społeczno-Przyrodniczej w Lublinie.

## Sukcesy
MKS Lublin
- Mistrzostwo Polski: 2004/2005, 2008/2009, 2009/2010, 2012/2013, 2013/2014, 2014/2015, 2015/2016
- Puchar Polski:
  - 2009/2010 – w meczu finałowym z Zagłębiem Lubin (34:32) zdobyła cztery bramki[16]
  - 2011/2012 – w meczu finałowym z GTPR Gdynia (43:29) zdobyła 10 bramek[17]
- Superpuchar Polski: 2009 – w meczu z Zagłębiem Lubin (27:24) zdobyła cztery bramki[18]

Indywidualne
- Uczestniczka meczu gwiazd Ekstraklasy (22 maja 2009; zdobył trzy bramki dla drużyny Południa)[19]
- 4. miejsce w klasyfikacji najlepszych strzelczyń Ekstraklasy: 2007/2008 (188 bramek; Piotrcovia Piotrków Trybunalski)[5]
- Uznana przez MKS Lublin za jedną z 20 legend klubu (2013)[20]